# Лебедев, Владимир Сергеевич (ВНИИЭФ)
Влади́мир Серге́евич Ле́бедев (29 июня 1935 — 4 октября 2007) — советский и российский учёный, разработчик ядерных зарядов. Лауреат Ленинской премии и Государственной премии СССР.

## Биография
Свой трудовой путь во ВНИИЭФ Лебедев В. С. начал в 1958 году, будучи студентом последнего курса Московского инженерно-физического института (с 2009 года — Национальный исследовательский ядерный университет «МИФИ»МИФИ). В 1959 году после блестящей защиты дипломной работы, выполненной под руководством А. Д. Сахарова, был принят на должность инженера в теоретический сектор ВНИИЭФ. С тех пор последовательно прошёл должности старшего инженера, руководителя группы, начальника лаборатории, а в 1975 году стал начальником отдела. Со своими учениками и последователями он внёс существенный вклад в стратегический арсенал России. В возглавляемом им коллективе решено множество практических и теоретических проблем не только по основной тематике, но и в области создания новых видов неядерных вооружений, новых ядерных технологий.
Лебедев В. С. был одним из ведущих специалистов страны в области разработки термоядерных зарядов, одним из основных разработчиков высокоэффективных серийных зарядов, до сих пор находящихся на вооружении. Среди этих зарядов есть легендарные, составляющие основу ядерного арсенала страны по сей день.
В 1964—1965 гг. во  ВНИИЭФ под руководством Ю. А. Трутнева был создан и испытан первый промышленный заряд без делящихся материалов в термоядерном узле (авторы заряда Ю. А. Трутнев, B. C. Лебедев, В. Н. Мохов, B. C. Пинаев) (Проект «Чаган»).
Лебедев В.С. стал одним из первых разработчиков концепции преодоления ПРО: с его активным участием разработаны требования необходимой для этого стойкости изделий.
На протяжении многих лет работы Лебедев В. С. сотрудничал с ведущими центрами атомной науки, где пользовался огромным авторитетом и уважением. Много раз участвовал в полигонных испытаниях, осуществляя научное руководство.
Под руководством Лебедева В. С. исследовались закономерности и особенности взаимодействия нейтронов с атомными ядрами и сопровождающего их γ-образования. Это позволило в ряде случаев качественно уточнить описание нейтронной кинетики в системах и излучений из них.
Будучи членом научно-технического совета (НСТ) отделения, НТС ВНИИЭФ, секции НТС Минатома, Лебедев В. С. активно участвовал в обсуждении важнейших вопросов, касающихся ядерного арсенала России, разработки научно-технической политики.
Научные заслуги Лебедева В. С. хорошо известны и оценены высокими правительственными наградами. В 1963 году за разработку зарядов большой мощности ему и ряду сотрудников ВНИИЭФ и ВНИИП присвоено звание лауреата Ленинской премии. В 1982 году за разработку заряда для одного из наиболее эффективных носителей РВСН ему присвоено звание лауреата Государственной премии. В 2002 году за модернизацию существующих зарядов присуждена премия Правительства Российской Федерации в области науки и техники. В результате этой работы существенно возросли надёжность и безопасность российского ядерного арсенала.
Владимир Сергеевич Умер в Сарове 4 октября 2007 года, похоронен на городском кладбище.

## Награды и премии
- Ленинская премия (1963) — за разработку зарядов большой мощности.
- Государственная премия СССР (1982) — за разработку заряда для одного из наиболее эффективных носителей РВСН.
- Премия Правительства РФ в области науки и техники (2002) — за модернизацию существующих зарядов.

## Из воспоминаний современников
Владимир Сергеевич многие годы проводил весенне-летний сезон в селе Старый Город, где у него и его семьи по сей день есть одноэтажный дом с садом. Соседям Владимир Сергеевич запомнился как человек, обладающий невероятной эрудицией, умом, обширнейшими знаниями в самых различных областях человеческой деятельности и добрым, отзывчивым нравом. Владимир Сергеевич всегда приходил на помощь советом и, главное, делом. Складывалось впечатление, что для него не существовало нерешаемых задач - был бы инструмент и материалы. 
Владимира Сергеевича часто можно было застать за самой обычной работой на дворе или участке. Или в его мастерской, где он нередко что-то чинил и ремонтировал или создавал очередную замысловатую приспособу для хозяйства.
Владимир Сергеевич любил и умел всегда очень к месту привести цитату из фильма, особенно советского, классического литературного произведения или песни. Всегда готов был обсудить актуальные новости или же недавно прочитанную книгу. 